# Такакува, Дайдзиро
Дайдзиро Такакува (яп. 高桑 大二朗 Такакува Дайдзиро, род. 10 августа 1973, Токио) — японский футболист.

## Карьера
На протяжении своей футбольной карьеры выступал за клубы «Иокогама Ф. Маринос», «Касима Антлерс», «Токио Верди», «Вегалта Сэндай», «Токусима Вортис».

## Национальная сборная
В 2000 году сыграл за национальную сборную Японии 1 матч. Также участвовал в Кубке Азии по футболу 2000 года.

## Статистика за сборную
| Сборная Японии | Сборная Японии | Сборная Японии |
| Год            | Матчи          | Голы           |
| -------------- | -------------- | -------------- |
| 2000           | 1              | 0              |
| Итого          | 1              | 0              |

## Достижения

### Сборная
- Кубка Азии: 2000

### Командные
- Джей-лиги: 1995, 1996, 1998, 2000, 2001
- Кубок Императора: 1997, 2000
- Кубок Джей-лиги: 1997, 2000

### Индивидуальные
- Включён в сборную Джей-лиги; 2000